# Hortaya Borzaya

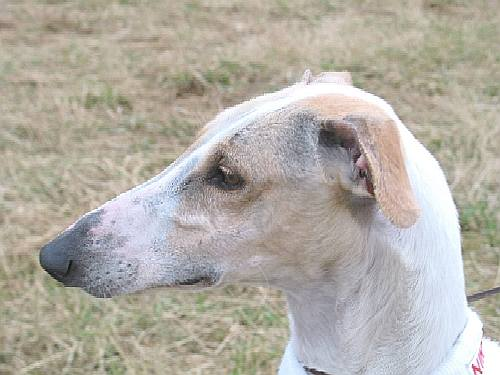
Hortaya fêmea de perfil

Hortaya Borzaya (em russo: Хо́ртая Борза́я, AFI: [ˈxortəjə bɐrˈzajə], "galgo de pelos curtos") é uma raça antiga de galgos asiáticos originária da ex-URSS.

## Aparência
É um cão de grande porte, magro, mas ao mesmo tempo, corpo robusto, de proporções muito alongados. 
A raça tem, pelo menos, cinco tipos distintos e muitos subtipos. O resultado disso é uma grande variabilidade, a adaptação da raça para a grande variedade de clima, geografia e presas encontrados em toda a enorme extensão de seu habitat.
A pelagem curta praticamente de qualquer cor e combinação de cores: branco, preto, creme de todas as tonalidades, vermelho, zibelina e tigrado, sólido ou malhado (com marcas brancas, ou branco com manchas coloridas). A pelagem preta com manchas cinzentas, vermelhas ou castanhas são normais. O focinho é preto amarronzado. Os olhos têm sempre um aro preto ou muito escuro.
Os machos hortaya têm 65 a 75 cm e as fêmeas têm 61 a 71 cm de altura. O peso depende muito do tipo e pode variar de 18 kg (fêmeas tipo stavropoliano) até 35 kg (macho tipo norte-russo). Em geral, o hortaya é mais pesado do que parece.

## Temperamento
O cotidiano do hortaya é calmo e equilibrado. Ele tem uma visão penetrante, capaz de ver um objeto em movimento em uma distância muito longe. Apesar do seu temperamento calmo, o cão tem uma reação muito ativo para o jogo correr. Os hortayas são excelentes cães de caça dotados de uma obediência básica de qualidade e completamente inofensivos contra seres humanos.

## História
O hortaya é uma raça de cão asiático, que se desenvolveu ao longo dos séculos, nas estepes ao norte do Mar Negro, depois de espalhar lentamente nas montanhas do oeste do Afeganistão. Os cães deste tipo foram produzidos por vários povos desta região, que se estende desde a Ucrânia e sul da Rússia para as regiões oeste do Cazaquistão. Portanto, não é possível atribuir esta raça a um povo ou país específico. Está distribuído geograficamente no leste e sudeste da Ásia Central, embora seja considerado um galgo ocidental por está perto da fronteira polonesa.
No ano de 1951, a URSS estabeleceu o primeiro padrão da raça. Atualmente, a Federação Cinológica Russa (RKF), associação-membro da FCI, oficialmente mantém o padrão. Estima-se que atualmente existe 2500-3500 hortayas em todo o mundo, com menos de uma dúzia fora dos países da CEI.
Um reconhecimento internacional da FCI não existe até o momento, no entanto, a raça é reconhecida nacionalmente por todos os países da CEI membros da FCI e por muitas outras nações centro-europeias. Em alguns destes estados o livro genealógico é mantida diretamente pela organização nacional membro da FCI, em outros, o hortaya é registrado por associações especializadas em cães de caça.
Os proprietários destes cães são principalmente caçadores locais, que vivem em regiões remotas, aldeias, muitas vezes isolado nas estepes. Poucos deles têm algum interesse em apresentá-los. Para eles, o hortaya é um valioso como um colega de trabalho que coloca comida na mesa no inverno.
O hortaya pertence às raças de galgos extremamente raros, que - até nossos tempos modernos - foi selecionado exclusivamente as suas qualidades e habilidades de caça.